# 6a Brigada Mixta (Exèrcit Popular de la República)
La 6a Brigada Mixta va ser una unitat de l'Exèrcit Popular de la República creada durant la Guerra Civil Espanyola. Al llarg de la contesa seria la brigada que en més ocasions va canviar de front.

## Historial
La unitat va ser creada a Múrcia a l'octubre de 1936, formada íntegrament a partir de forces militars de la regió llevantina. El comandament va ser lliurat al capità Miguel Gallo Martínez, mentre que com a cap d'Estat Major va ser nomenat el comandant Ramón Ruiz-Fornells Ruiz i com a comissari ho va ser Benigno Alonso de Dios, del PCE.
Defensa de Madrid
A causa de la difícil situació que estaven travessant els defensors republicans de Madrid, la 6a BM es va desplaçar immediatament a la capital. Per al 5 de novembre havia establert el seu lloc de comandament a Morata de Tajuña i comptava amb uns efectius de 3.485 homes. A la brigada li va ser encomanat la zona de Puente de San Fernando, que formava part del sector de la Ciutat Universitària. En els combats que es van succeir durant la defensa de Madrid la brigada va sofrir importants baixes, encara que es va distingir en l'assalt al Palauet de la Moncloa i a l'Estadi d'esports en el context d'una operació més àmplia que pretenia prendre el control de l'Hospital Clínic. El gener de 1937 va prendre part en la tercera batalla de la carretera de La Corunya, durant la qual va sofrir a prop 1.000 baixes que van motivar que la brigada fos rellevada i traslladada a Villarobledo per al seu descans i reorganització.
Combats al sud
El 10 de febrer va haver de marxar al front d'Andalusia de manera urgent, amb la missió de tapar la bretxa que s'havia obert arran de la caiguda de Màlaga. La nit del mateix dia 10 va arribar a la seva destinació, al costat de la XIII Brigada Internacional, aconseguint estabilitzar el front en la carretera de Motril a Almeria.
Durant la primavera Gallo va deixar el comandament de la Brigada, ja que aquest va passar a manar la 24a Divisió, i fou substituït pel capità d'infanteria Porfirio Ruiz de Alonso. La 6a BM va passar a incorporar-se a la 38a Divisió en el front d'Extremadura. Entre el 27 de març i el 13 d'abril va prendre part en la fallida ofensiva contra Peñarroya-Pueblonuevo.
Front d'Aragó
Després d'haver-se traslladat a l'àrea de Madrid, a mitjan juliol va partir novament, aquesta vegada cap al front de Terol. Allí va quedar establerta en el sector d'Albarrasí, prenent part en els combats de la zona mentre a Madrid tenia lloc la batalla de Brunete. Quan van acabar les operacions en la zona de Terol, la 6a BM va ser traslladada més al nord, quedant adscrita a la reserva del V Cos d'Exèrcit de Modesto durant l'ofensiva de Saragossa, encara que finalment prendria part en els combats en el sector de Mediana. La brigada es va quedar en aquest front com a guarnició durant els següents mesos, i de fet seguia allí quan al març de 1938 el va sorprendre l'ofensiva franquista en el Front d'Aragó, precisament en el lloc en què es va desencadenar l'atac principal. La 6a BM va ser incapaç de resistir el gruix de l'atac enemic, després d'un intens foc d'artilleria, per la qual cosa degué emprendre la retirada. L'11 de març degué travessar el riu Ebre per la zona de Pina, i el dia 17 va emprendre un contraatac contra el nou cap de pont que les tropes franquistes havien establert en el sector Alcanyís-Castellseràs, encara que la temptativa va fracassar.
Llevant i Extremadura
Després de les derrotes a Aragó la 6a BM va quedar adscrita a la 19a Divisió de l'Exèrcit de Maniobra, i fou enviada com a reforç al front de Llevant. A la seva arribada quedaria adscrita a la Divisió «Extremadura», unitat amb la qual va combatre en el front de Llevant, resistint a les tropes del Cos d'Exèrcit de Galícia que manava García Valiño, oferint una ferma resistència en el sector de La Iglesuela del Cid i Llucena.
L'agost de 1938 la brigada va marxar una altra vegada al front d'Extremadura, intervenint en diversos contraatacs contra les forces franquistes a Castuera, on va perdre molts efectius a causa de la cruesa dels combats. A causa de les fortes baixes la brigada va haver de retirar-se cap a la rereguarda. Després de romandre per una temporada a Madrid per a escometre una reorganització completa, es va traslladar a Requena, i al setembre va tornar una altra vegada al front extremeny. El gener de 1939 va participar en l'ofensiva de Valsequillo, intervenint en diversos atacs al Vèrtex Morito. Quan la contesa va acabar la 6a BM seguia present a Extremadura.

## Comandaments
Comandants
- Capità d'infanteria Miguel Gallo Martínez;
- Capità d'infanteria Porfirio Ruiz de Alonso;

Comissaris
- Benigno Alonso de Dios, del PCE;[9]